# Tamara Zacharuk
Tamara Teresa Zacharuk (ur. 12 października 1961 w Siedlcach) – polska pedagog, nauczyciel akademicki, rektor Uniwersytetu Przyrodniczo-Humanistycznego w Siedlcach w kadencjach 2012–2016 i 2016–2020.

## Życiorys
Absolwentka II Liceum Ogólnokształcącego im. Królowej Jadwigi w Siedlcach (1980). W 1984 ukończyła studia z zakresu pedagogiki w Wyższej Szkole Rolniczo-Pedagogicznej w Siedlcach. Doktoryzowała się w 1991 w Wyższej Szkole Pedagogiki Specjalnej im. Marii Grzegorzewskiej w Warszawie, natomiast stopień doktora habilitowanego uzyskała w 2007 na Uniwersytecie Katolickim w Rużomberku. Jej zainteresowania naukowe obejmują diagnostyczne i teoretyczne zagadnienia związane z problematyką odrzucenia i marginalizacji osób niepełnosprawnych oraz nieprzystosowanych społecznie.
Jako nauczyciel akademicki związana z macierzystą uczelnią (przekształconą następnie w Akademię Podlaską i w 2010 w Uniwersytet Przyrodniczo-Humanistyczny) od ukończenia studiów. Pełniła funkcję zastępcy dyrektora Instytutu Pedagogiki oraz prodziekana Wydziału Humanistycznego. W 2008 objęła stanowisko profesora nadzwyczajnego (po zmianach prawnych profesora uczelni). W latach 2008–2012 była prorektorem UPH do spraw organizacji i rozwoju. W 2012 została wybrana na rektora siedleckiej uczelni, w 2016 uzyskała reelekcję na drugą czteroletnią kadencję. W kadencji 2020–2024 objęła funkcję prorektora UPH do spraw rozwoju i promocji.
Wykładała również w Pedagogium Wyższej Szkole Nauk Społecznych w Warszawie.
W 2013 otrzymała nagrodę „Aleksandria”, przyznawaną osobom zasłużonym dla Siedlec. Odznaczona Brązowym (2003) i Srebrnym (2017) Krzyżem Zasługi.